# Sutton (South Yorkshire)
Sutton – przysiółek w Anglii, w South Yorkshire, w dystrykcie metropolitalnym Doncaster. Leży 12,8 km od miasta Doncaster, 33,7 km od miasta Sheffield i 246,9 km od Londynu. W 1931 roku civil parish liczyła 156 mieszkańców. Sutton jest wspomniana w Domesday Book (1086) jako Sutone.